# Bromeliophryidae
Famille
Synonymes
- Bursostom[at]idae ;
- Espejoiidae ;
- Frontoniidae pro parte;
- Glaucomidae Corliss, 1971 ;
- Tetrahymenidae pro parte[1].

Les Bromeliophryidae sont une famille de Ciliés de la classe des Oligohymenophorea et de l’ordre des Hymenostomatida.

## Étymologie
Le nom de la famille vient du genre type Bromeliophrya, formé de bromelio-, par allusion au genre Bromelia, et du mot grec ancien οφρύς / ophrýs, « sourcil ⇒ cil ⇒ cilié », littéralement « cilié de Bromélia », en référence au fait que cet organisme a été trouvé dans l'eau emprisonnée à l'aisselle des feuilles de broméliacées.

## Description
Lynn en 2010 décrit ainsi la famille synonyme des Glaucomidae Corliss, 1971 : 

« Taille, petite à moyenne ; forme, ovoïde à ellipsoïde ; natation libre; ciliation somatique, holotriche, avec des cinétiques ventrales droites courbées vers la gauche, mais se tordant rarement brusquement vers l'avant pour être parallèles à la suture antérieure (sauf chez Glaucomella) ; cavité buccale, relativement grande, avec au moins une partie postérieure de paroral, non ciliée et complètement résorbée dans Bursostoma, et avec l'un ou les deux polykinétides oraux 2 et 3 ayant > 3 rangées de kinétosomes ; un petit groupe de kinétosomes, appelé groupe X, généralement antérieur au polykinétide oral élargi 2 ; macronoyau, globulaire à ellipsoïde, parfois réniforme ; micronoyau, présent ; vacuole contractile, présente ; cytoprocte, présent ; microphages, mais plusieurs espèces carnivores sur d'autres ciliés, certaines subissant une transformation microstome-tomacrostome pour devenir carnivores ; kystes au repos chez certaines espèces. »

## Habitat
Les espèces de cette famille vivent dans des habitats d'eau douce et parfois terrestres.

## Liste des genres
Selon GBIF (17 septembre 2023) :
- Bromeliophrya Foissner, 2003
  - Espèce type : Bromeliophrya brasiliensis Foissner, 2003
- Glaucomides Foissner, 2013
  - Espèce type : Glaucomides bromelicola, Foissner, 2013

## Systématique
Le nom valide de ce taxon est Bromeliophryidae Foissner, 2003.